# Asómate de Hoyos
Asómate de Hoyos es una montaña de la sierra de Guadarrama (sierra perteneciente al sistema Central), de una altitud de 2242 metros. Forma parte de la Cuerda Larga, con Loma de los Bailanderos y La Najarra hacia el este, y el Collado de las Zorras y la Loma de Pandasco al oeste. Administrativamente está en los términos municipales de Rascafría y Manzanares el Real, en el noroeste de la Comunidad de Madrid (España).

## Descripción
Está ubicada en la "unión" de La Pedriza (la Pedriza Posterior más concretamente) con Cuerda Larga, siendo el Alto de Matasanos, el pico de transición. Por este hecho su vertiente sur queda dividida en dos valles, al este la Hoya de San Blas con el del arroyo del Mediano, y al oeste el del Manzanares. Al norte se extiende el valle del Lozoya con el río de mismo nombre en su fondo.
El topónimo proviene del hecho de que en su vertiente sur se encuentran tres "hoyos", uno en su lado oeste y dos en el este. Estos hoyos son pequeños nichos de sobreexcavación glaciar.